# Ромпон
Ромпо́н (фр. и окс. Rompon) — коммуна во Франции, находится в регионе Рона — Альпы. Департамент коммуны — Ардеш. Входит в состав кантона Ла-Вульт-сюр-Рон. Округ коммуны — Прива.
Код INSEE коммуны 07198.
Через коммуну протекают реки Рона, Увез и Пейр.

## Население
Население коммуны на 2008 год составляло 959 человек.
| 1962 | 1968 | 1975 | 1982 | 1990 | 1999 | 2008 |
| ---- | ---- | ---- | ---- | ---- | ---- | ---- |
| 504  | 513  | 451  | 585  | 722  | 863  | 959  |

## Экономика
В 2007 году среди 629 человек в трудоспособном возрасте (15-64 лет) 458 были экономически активными, 171 — неактивными (показатель активности — 72,8 %, в 1999 году было 69,2 %). Из 458 активных работали 402 человека (232 мужчины и 170 женщин), безработных было 56 (24 мужчины и 32 женщины). Среди 171 неактивных 53 человека были учениками или студентами, 49 — пенсионерами, 69 были неактивными по другим причинам.

## Фотогалерея
- Ромпон
- Церковь Сен-Мартен
- Церковь Вьё-Ромпон
- Карта коммуны